# イガエル・ヤディン

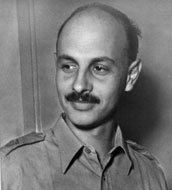
参謀総長当時のヤディン

イガエル・ヤディン（יגאל ידין：ラテン文字表記：Yigael Yadin、1917年3月20日–1984年6月28日）は、イスラエルの軍人、政治家、考古学者。第2代イスラエル国防軍参謀総長、メナヘム・ベギン内閣の副首相など要職を務めたほか、考古学者として重要な遺跡の発掘調査を指揮した。

## 経歴

### 軍人
オスマン帝国支配下のエルサレムに生まれる。15歳でハガナーに加入。本名はイガエル・スケーニクといったが、1939年からイギリス当局の追跡から逃れるため偽名として使っていた「ヤディン」を通姓とするようになった。23歳の時、ハガナー司令官ヤーコブ・ドリにより助手として抜擢された。1946年に機関銃の採用を巡って司令官イツハク・サデーと対立し、ハガナーから離れた。ヘブライ大学で学んでいたが、1947年にイスラエル国家独立が宣言される直前にダヴィド・ベン＝グリオン（のちの初代首相）により軍に呼び戻された。1948年にはベン＝グリオンの命でイルグンの武器密輸船アルタレナ号に突入して制圧した（アルタレナ号事件）。
第一次中東戦争ではさまざまな役職を歴任し、重要な決定に関わった。1949年11月、イスラエル国防軍の初代参謀総長となっていたヤーコブ・ドリが辞任すると、後任の参謀総長に任命された。参謀総長として職業軍人、予備役、徴兵制度による軍隊組織を整備した。1952年12月、軍事予算削減を巡ってベン＝グリオン首相（国防相を兼任）と対立し、辞任、退役した。当時ヤディンは35歳であった。

### 考古学者
退役後は考古学者となる。父親のエリエゼル・スケーニクもまた考古学者であった。1956年、死海文書について書いた1955年の博士論文でイスラエル賞を受賞。また1963年にはロスチャイルド賞を受賞した。考古学者としてクムラン、マサダ、ハツォール、ゲゼル、メギドなどの主要遺跡を発掘した。またバル・コクバ当時の手紙や生活用具をナハル・ヘヴェルの洞窟で偶然発見した。1970年にはヘブライ大学考古学研究所の教授に就任した。
考古学者として盗掘や重要な考古遺物の故買に立ち向かわねばならなかったが、当時は有名な政治家や軍人も故買に関わっていた。隻眼将軍として有名だったモーシェ・ダヤンが故買に関わっていると聞いた時、「誰がやったか知ってはいるが、その名を言うことはすまい。しかし彼を捕まえたら、もう片方の目もえぐり出してやる」と述べている。
考古学者としての活動の一方、政治から完全に手を引いた訳ではなかった。第三次中東戦争直前にはレヴィ・エシュコル首相の軍事顧問に招聘され、第四次中東戦争後には戦争を招いた政府の失敗を追及するアグラナト委員会の一員にもなっている。

### 副首相
1977年、新政党「変化のための民主運動」（DMCまたはDaSch）をアーモン・ルービンシュタイン、シュメル・タミル、メイル・ツォレア、メイル・アミト（元イスラエル諜報特務庁長官）らと設立。汚職の続いていた労働党政権への国民の不満と第四次中東戦争後の絶望感などを背景に、支持をのばした。国民の多くは軍人であり学者でもあるヤディンに、清廉・新鮮で理想的なイスラエル人の姿を見出した。
1977年の総選挙では新党ながら好成績をおさめ、クネセト（定数120）で15議席を獲得した。メナヘム・ベギンのリクードと連立を組み、イスラエル史上初めて労働党を排除した政権を樹立した。ベギン政権では副首相に就任し、キャンプ・デービッド合意、エジプト・イスラエル平和条約など、隣国エジプトとの関係正常化という重要な決定に関与した。しかし新党は間もなく分裂し、1981年の総選挙では見る影もなくなった。同年ヤディンは政界を引退した。
ハデラで死去した。